# Plataforma (aviación)
La rampa aeroportuaria o plataforma es parte de un aeropuerto. Es normalmente la zona donde los aviones son estacionados, descargados y cargados, repostados o embarcados. Aunque el uso de la plataforma está cubierto por regulaciones, como iluminación en los vehículos, es normalmente más accesible para los usuarios que la pista de aterrizaje o la calle de rodaje. Sin embargo, la plataforma no está normalmente abierta al público general y se requiere estar en posesión de una licencia para tener garantizado el acceso.

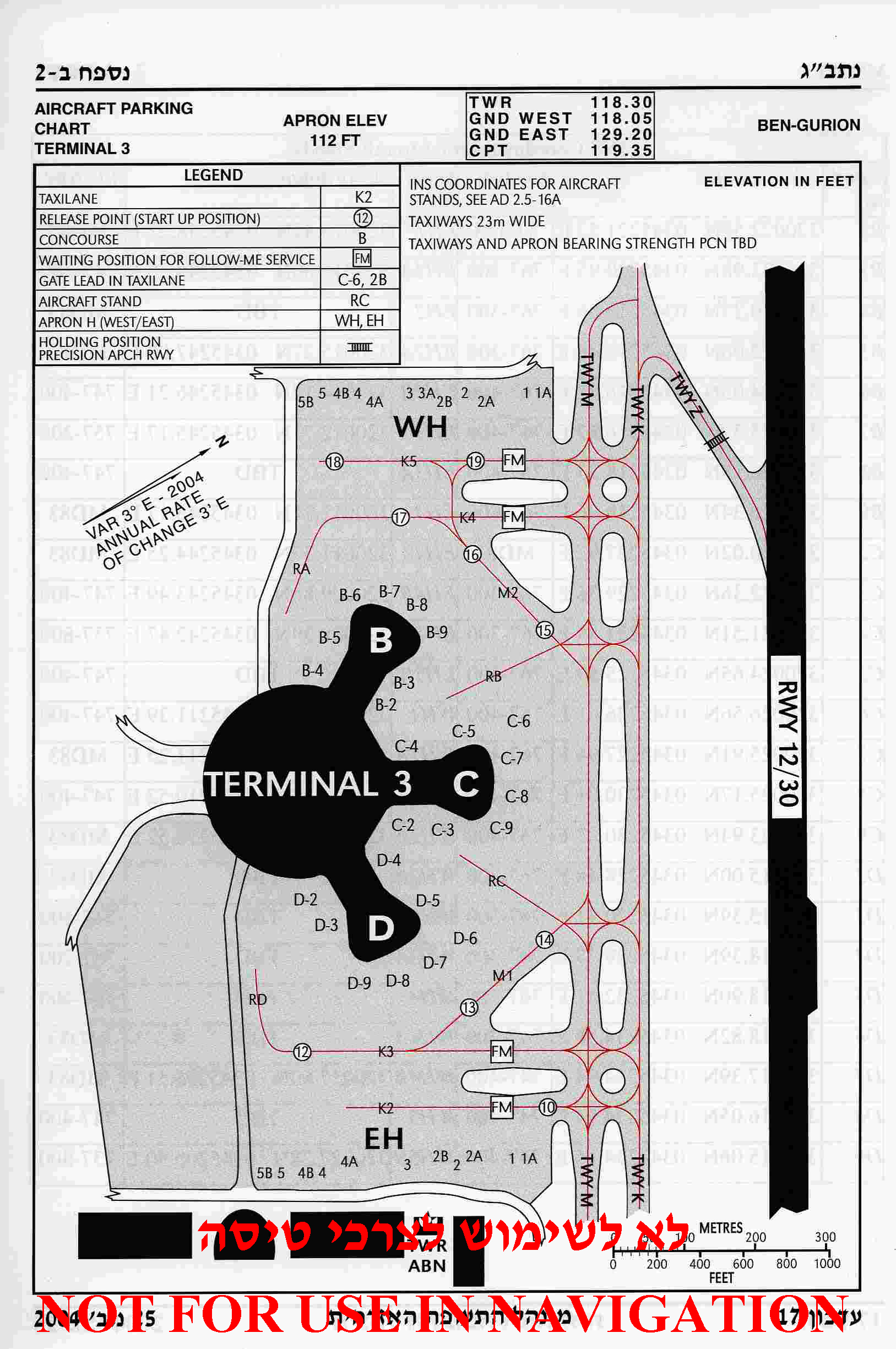
Carta de aparcamiento de aeronaves en el aeropuerto internacional Ben Gurion (Terminal 3)

El uso de la plataforma puede ser controlado por el SERVICIO (control de plataforma o supervisión de plataforma). Esto podría proporcionar de manera frecuente un servicio de coordinación entre los usuarios. 
La plataforma está diseñada por la OACI como una zona de maniobras, aviones y personas que usan la plataforma son conocidos como tráfico de plataforma.
Las palabras "plataforma" y "rampa" son usadas indistintamente en diversas ocasiones. Generalmente, las actividades prevuelo tienen lugar en la rampa; y las zonas de aparcamiento y mantenimiento son llamadas plataformas. Las puertas de embarque son las estructuras principales del acceso a rampa desde terminal.

## Galería

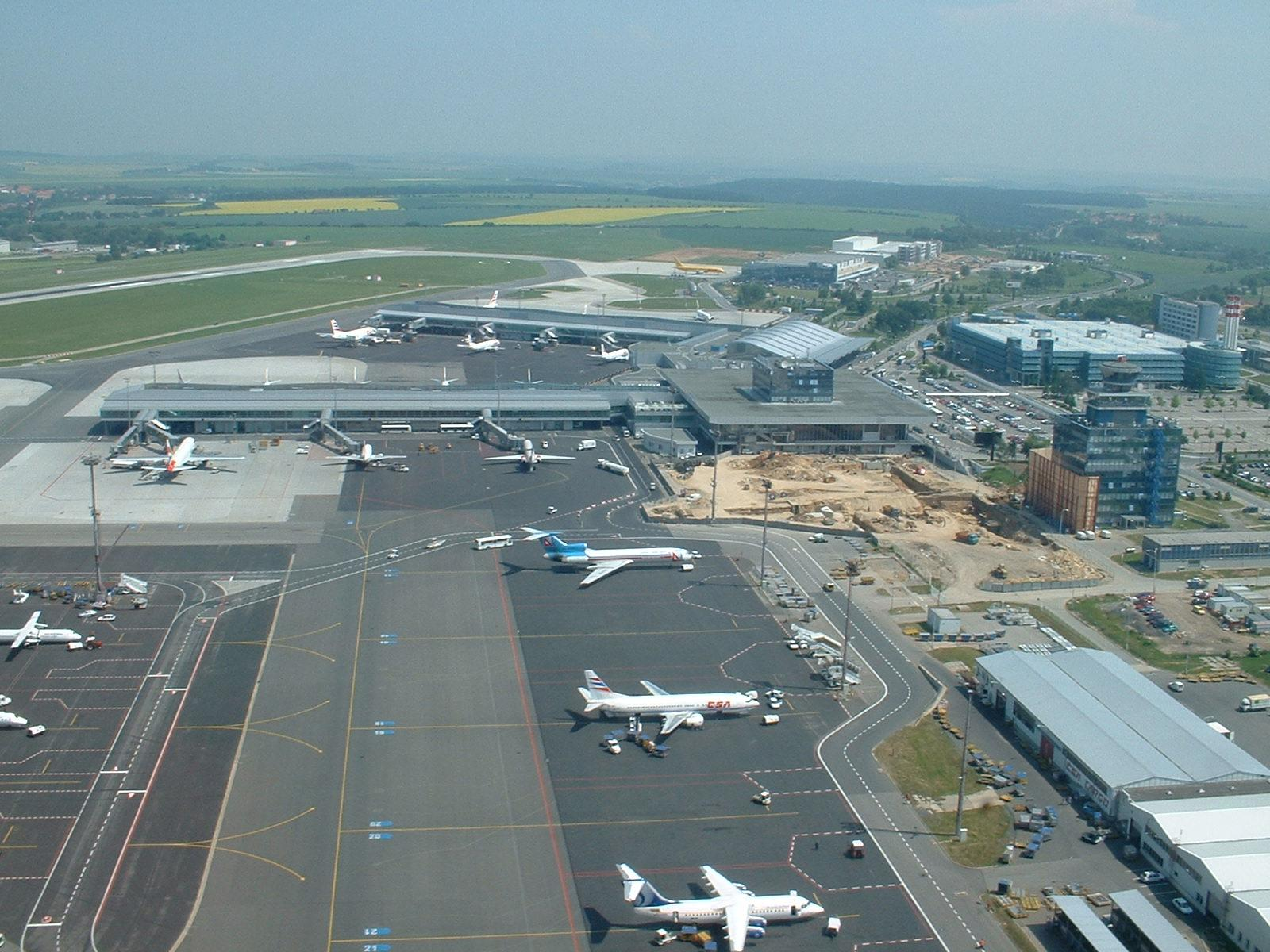
La zona de rampa (o plataforma) del aeropuerto de Praga Ruzyně en Praga, República Checa
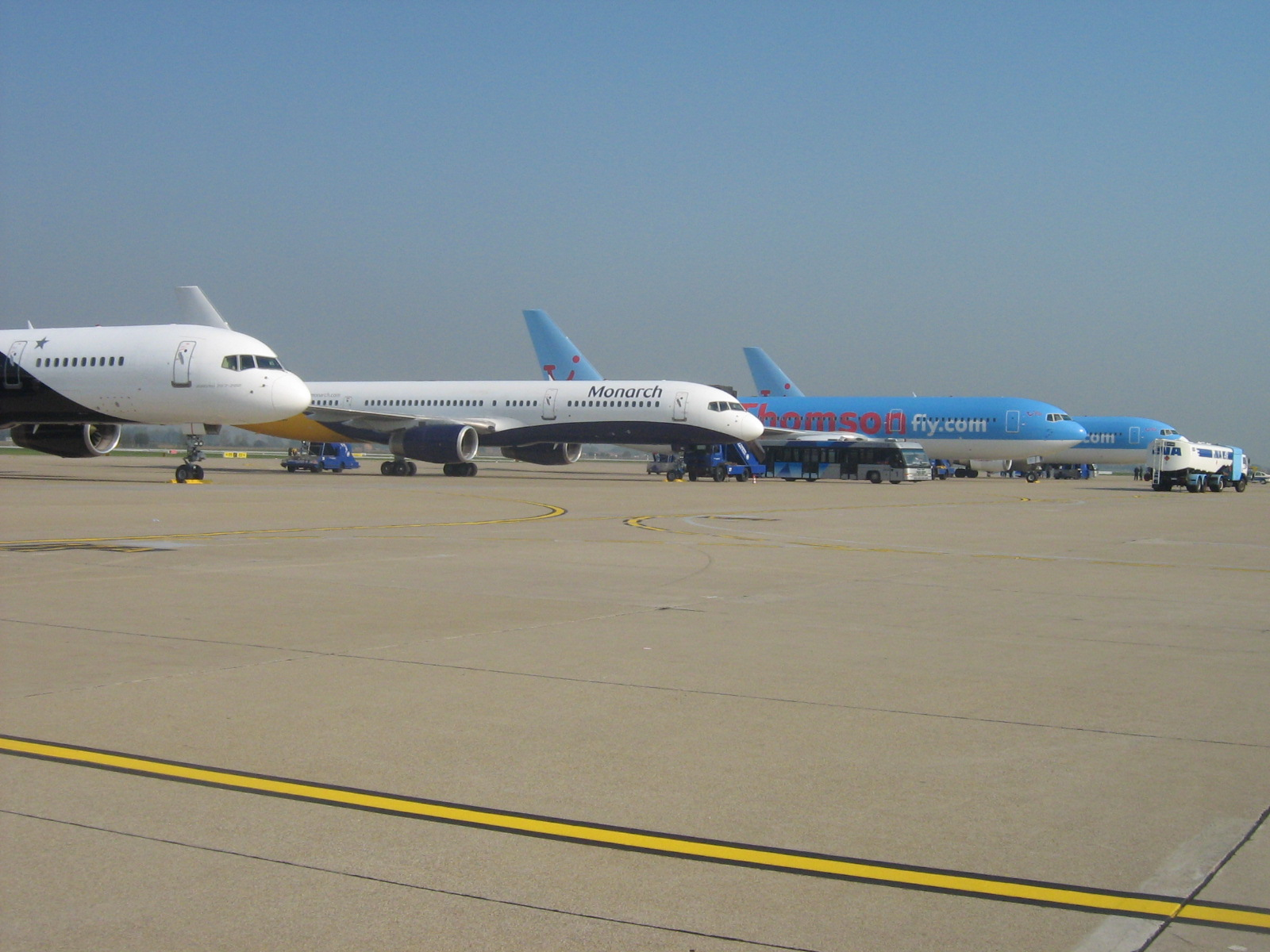
Aviones Boeing en posición de parking
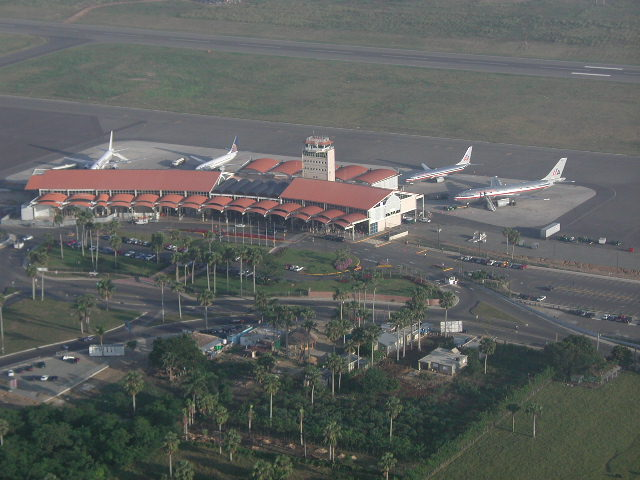
Toda la rampa en el aeropuerto internacional de Cibao, cuatro de las seis puertas están ocupadas por American Airlines, Continental Airlines y Aeromar Líneas Aéreas Dominicanas
Diagrama FAA del aeropuerto de Tucson, donde se pueden ver las plataformas con color gris claro
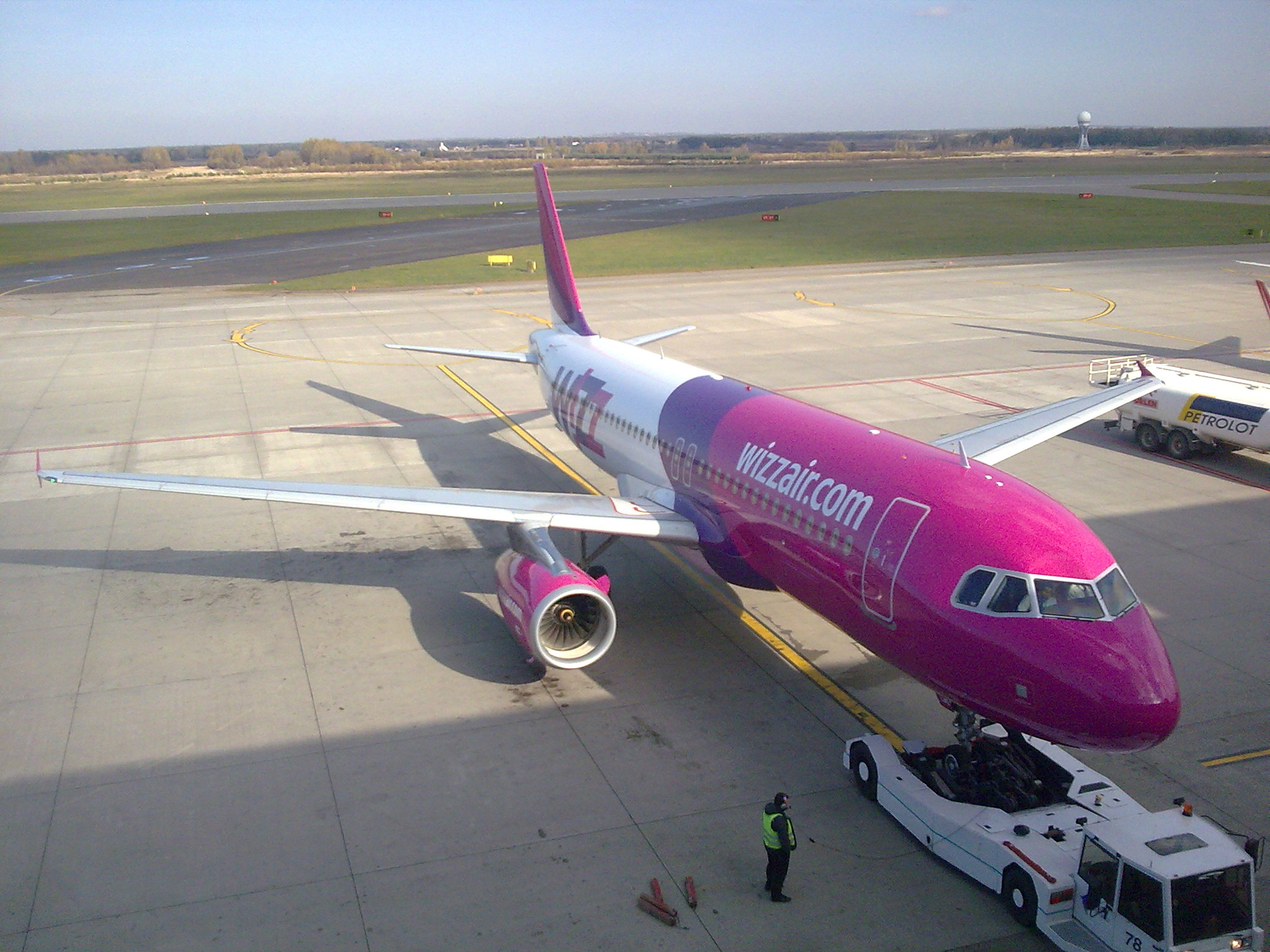
Airbus A320 Wizz Air en plataforma de parking Aeropuerto Internacional de Katowice (Polonia)